# 리샤오솽
리샤오솽(중국어 간체자: 李小双, 정체자: 李小雙, 병음: Lǐ Xiǎoshuāng, 한자음: 이소쌍, 1973년 11월 1일~)은 중화인민공화국의 체조 선수이다. 1992년과 1996년 하계 올림픽에 참가하여 금메달 2개, 은메달 3개, 동메달 1개를 획득했다.

## 경력
리샤오솽은 1973년 후베이성 셴타오시에서 태어났다. 6세 때 체조를 시작했으며, 1983년에 후베이성 체조단에 입단했다. 1985년에 중국 국가대표 상비군으로 발탁되었고 1989년에 쌍둥이 형인 리다솽과 함께 국가대표로 발탁되어 3월에 베이징에서 열린 차이나컵을 통해 국제 대회에 처음으로 참가했다. 그는 이 대회에서 금메달 2개를 획득했다. 이듬해인 1990년 7월에 미국 시애틀에서 열린 1990년 굿윌 게임에 참가하여 마루 운동 부문에서 소련의 비탈리 셰르보와 공동 은메달을 획득했다. 또한 단체전에서 미국과 소련의 뒤를 이어 동메달을 획득했다. 10월에는 베이징에서 열린 1990년 아시안 게임에 참가하여 마루와 단체전에서 금메달을 획득하여 2관왕에 올랐고 개인종합에서도 동메달을 획득했다.
1991년에는 미국 인디애나폴리스에서 열린 1991년 세계 선수권 대회에 참가하여 단체전 은메달 획득에 기여했으며, 1992년 7월 스페인 바르셀로나에서 열린 1992년 하계 올림픽에 중화인민공화국 체조 국가대표로 참가하면서 올림픽에 처음으로 출전했다. 이 대회에서 마루 운동 금메달, 단체전 은메달과 링에서 동메달을 획득하였다.
1993년 5월에는 상하이에서 열린 1993년 동아시아 경기 대회에 참가하여 금메달 3개와 은메달 1개를 획득했고 11월에는 일본 도쿄에서 열린 도쿄컵에서 동메달 3개를 획득했다. 1994년 4월에는 오스트레일리아 브리즈번에서 열린 1994년 세계 선수권 대회에 참가하여 도마 부문 은메달을 획득했으며, 10월에는 일본 히로시마에서 열린 1994년 아시안 게임에 참가하여 3관왕에 올랐다. 그 해 11월에는 독일 도르트문트에서 열린 세계 단체 선수권 대회에서 중국의 우승에 기여했다. 
1995년 일본 사바에에서 열린 1995년 세계 선수권 대회에서 중국의 단체전 2연속 우승에 기여했다. 이듬해인 1996년 7월 미국 애틀랜타에서 열린 1996년 하계 올림픽 단체전에서 은메달을 획득했으며, 개인 종합 부분에서 러시아의 알렉세이 네모프를 0.05초 차이로 꺾고 금메달을 획득하였다.
1997년에 은퇴한 후, 자신의 이름을 건 스포츠 용품 회사를 차려 기업인으로 활동했다.